# 蘇浙小學
蘇浙小學（英語：Kiangsu & Chekiang Primary School）是香港的一所私立小學。為香港蘇浙滬同鄉會創辦，創校起即以全普通話授課，為香港首間普通話學校。蘇浙小學教師絕大部份是以普通話為母語，或普通話已達到母語程度。在仍然缺乏能操普通話教師的香港，這是很特殊的例外。而英文課自創校起已聘用外籍教師授課，師資高，亦屬當時罕見。蘇浙小學與直接資助中學蘇浙公學沒有關連。

## 校政管理
歷任校監
- 周伯英 先生[2]

歷任校長
- 孫方中 女士[2]
- 王寶明 先生

## 學校規模
更新日期截至2021年
- 班數（小學部上下午校及全日校）：31

### 課室數目
- 普通課室：25
- 禮堂：1
- 操場：2
- 圖書館：1
- 資訊科技室：1
- 視覺藝術室：1
- 舞蹈室：1
- 音樂室：2
- 閱覽室：1
- 會議室：1
- 醫療室：1

## 近年發展
2004年起，蘇浙小學開始校舍加建計畫，並於零六年完成。於其一操場上加建兩層，共加建12間課室。

## 蘇浙小學家長教師聯誼會
蘇浙小學家長教師聯誼會成立於1955年4月27日，是香港小學中歷史最悠久的家教會。

## 教學語言
- 主流班（小學、幼兒/稚園）以普通話作為教學語言。
- 國際班以英語作為教學語言。

## 著名/傑出校友
商界
- 施榮怡：香港恒通資源集團有限公司董事總經理、第12屆河南省政協常務委員
- 施榮恆：前東華三院主席
- 施榮懷：香港中華廠商聯合會永遠名譽會長
- 施榮忻：全國青年聯合會副主席
- 柯清輝：前香港恆生銀行副董事長兼行政總裁。
- 郭孔華：嘉里建設主席兼行政總裁。
- 黃友嘉：強制性公積金計劃管理局主席、第十二屆港區全國人大代表、前香港中華廠商聯合會會長[3]（1969年）
- 陳國民：德國寶創辦人
- 楊國猛：TOM集團首席執行官兼執行董事[4]
- 盧文端：香港榮利集團董事局主席、第九、十、十一、十二届全国政協委員、全國僑聯副主席[5]

教育、學術及文化界
- 倪亦舒：亦舒，作家。
- 孫天倫：香港樹仁大學學術副校長[註 1]（1963年[6]）
- 沈祖堯：新加坡南洋理工大學李光前醫學院院長和高級副校長、前香港中文大學校長[7]
- 譚劍：推理及科幻小說作家，台北國際書展大獎小說獎首獎得主，華語科幻星雲獎金獎得主，香港書展主題作家。
- 陳志邦：香港中文大學創業研究中心名譽項目總監、英國劍橋校友顧問委員會成員（1975年幼稚園、1981年小六）

政治、公共事業界
- 陳德霖：前香港金融管理局總裁[8]
- 白韞六：前香港入境事務處處長及廉政專員
- 林天福：香港機場管理局行政總裁[9]（1971年）
- 楊　彧：前民協副主席、深水埗區荔枝角南區議員[10]

演藝、體育及傳播界
- 鄭丹瑞：香港男性跨媒體文化人（幼稚園至小一）
- 莊文強：香港電影編劇、導演[11]
- 林　峯：香港歌影視藝人。
- 黃凱迪：香港主播兼記者。
- 劉建希：香港游泳運動員
- 林展名：香港游泳隊教練
- 張景淳：香港男藝人（幼稚園及小學）[12]

其他
- 高馬可：香港歷史學家
- 鄒幸彤：香港大律師，前支聯會副主席

## 外部連結
- 蘇浙小學主頁（页面存档备份，存于）
- 蘇浙小學內聯網系統（页面存档备份，存于）